# Barenaked Ladies
Barenaked Ladies (krótko BNL) – kanadyjski zespół rockowy. Tworzą go Kevin Hearn, Ed Robertson, Tyler Stewart oraz Jim Creeggan. Powstał w 1988 w Scarborough w Ontario (na przedmieściach Toronto).
Zespół początkowo tworzyli Steven Page i Ed Robertson. Kontrowersyjna nazwa zespołu, to twór ich młodzieńczego szaleństwa. Powstała, gdy jako nastolatkowie na koncercie Boba Dylana wymyślali najgłupsze nazwy dla zespołów.
Do zespołu wkrótce po powstaniu dołączyli bracia Creegganowie, a następnie Kevin Hearn. Andy Creeggan wyjechał potem na dłuższy czas i na perkusji zastąpił go Tyler Stewart. W 2009 z zespołu odszedł wokalista i założyciel Steven Page.

## Historia wydanych albumów
Pierwsza płyta zespołu, Buck Naked, została nagrana w 1989 w warunkach domowych jedynie przez Eda i Steve'a. Barenaked Lunch (znana też jako Pink Tape, czyli Różowa Kaseta) została nagrana w 1990 już z braćmi Creegganami. Taśmy były jednak źle zmasterowane i wydano zaledwie po kilka egzemplarzy. Teraz są one swoistymi rarytasami dla fanów BNL.
Zespół zwrócił na siebie uwagę już w 1991 po wyemitowaniu amatorskiego teledysku do piosenki „Be My Yoko Ono” w lokalnej telewizji. Zaczęli pojawiać się pierwsi fani, a piosenka stała się lokalnym hitem.
W 1991 wydali Yellow Tape (Żółta Kaseta), która osiągnęła później w Kanadzie status platynowej. Wzrost sprzedaży albumu nastąpił po wykluczeniu ich z koncertu w Toronto City Hall (nazwę zespołu uznano za obraźliwą dla kobiet i gorszącą).
Także w 1991 BNL nagrali cover piosenki Bruce'a Cockburna „Lovers in a Dangerous Time”, który stał się pierwszym kawałkiem zespołu jaki dostał się na kanadyjską listę Top 40.
Pierwszy pełny album zespołu, Gordon, został wydany w 1992. Osiągnął w Kanadzie oszałamiający sukces. Zawierał najbardziej znane kawałki zespołu, m.in.: „Be My Yoko Ono”, „If I Had $1,000,000” i „Brian Wilson”.
Drugi album BNL, Maybe You Should Drive, wydano w 1994, ale odniósł nieco mniejszy sukces od poprzedniego.
W 1996 wydali Born on a Pirate Ship. Podczas trasy koncertowej promującej ten album BNL nagrali i wydali album na żywo nazwany Rock Spectacle.
Zespół wkrótce zaczął zdobyć sławę również w USA. W 1998 wydali album Stunt zawierający piosenkę „One Week”, która dotarła na pierwsze miejsca list przebojów.
W roku 2000 wydali album Maroon, który znowu okazał się wielkim sukcesem medialnym.
W 2001 wydali płytę the best of zatytułowaną Disc One: All Their Greatest Hits 1991-2001 (tytuł to odniesienie do jednej z ich piosenek „Box Set”). Album kończyła zupełnie nowa piosenka o tytule „Thanks, That Was Fun”, dlatego niektórzy fani mylnie podejrzewali iż zespół planuje zakończyć działalność.
Album Everything to Everyone został wydany w 2003. Niestety sprzedawał się najgorzej w całej historii zespołu, więc BNL zerwali kontrakt z wytwórnią i całkowicie się uniezależnili. Nowe piosenki tworzą w prywatnym studiu Stevena Page'a, a promocję prowadzą głównie przez internet.
W 2004 BNL wydali album ze zbiorem świątecznych piosenek w ich własnej aranżacji nazwany Barenaked For The Holidays.
Pod koniec 2005 zespół był w trakcie nagrywania nowego albumu.

## Pełna dyskografia zespołu

### Wczesne albumy
- Buck Naked (1989)
- Barenaked Lunch /The Pink Tape/ (1990)
- The Yellow Tape (1991)

### Główne albumy
- Gordon (1992) #1 CAN
- Maybe You Should Drive (1994) #175 US
- Born On A Pirate Ship (1996) #111 US
- Stunt (1998) #9 CAN, #3 US
- Maroon (2000) #2 CAN, #5 US
- Everything to Everyone (2003) #6 CAN, #10 US
- Barenaked for the Holidays (2004) #64 US

### Drugorzędne albumy
- Shoe Box E.P. (1996)
- Disc One: All Their Greatest Hits 1991-2001 (2001) #3 CAN, #38 US
- Everything Acoustic E.P. (2003) (tylko w Internecie)
- As You Like It (2005) (tylko w Internecie)
- Barenaked For Hanukkah E.P. (2005) (tylko w Internecie)
- Barenaked on a Stick (2005)
- iTunes Originals – Barenaked Ladies (2006) (tylko w Internecie)

### Albumy na żywo
- Rock Spectacle (1996) #86 US
- Most shows from the Play Everywhere for Everyone tour (2004) (tylko w internecie)
- Most shows from the Au Naturale tour (2004) (tylko w Internecie)
- Most shows from the Barenaked for the Holidays tour (2004) (tylko w internecie)
- Vintage Concert: Live at the Bottom Line (nagrany w 1994, wydany w 2005) (tylko w internecie)
- Most shows from the Barenaked for the Holidays tour (2005) (tylko w internecie)

### Piosenki ze składanek
- Lovers In A Dangerous Time z Kick at the Darkness (1991) (później na Disc One)
- Fight the Power z Coneheads soundtrack (1993)
- Shoe Box z Friends soundtrack (1995) (później na Born On A Pirate Ship)
- Grim Grinning Ghosts z Disney's Music From The Park (1996)
- Get In Line z King of the Hill soundtrack (1999) (później na Disc One)
- Green Christmas z The Grinch soundtrack (2000) (później na Barenaked for the Holidays)
- La la la la Lemon z For the Kids (2002)
- One Little Slip z Chicken Little soundtrack (2005)

### Single

#### 1991
- „Be My Yoko Ono”
- „Lovers In A Dangerous Time”

#### 1992
- „Enid”
- „Brian Wilson”
- „What a Good Boy”
- „Be My Yoko Ono”

#### 1993
- „If I Had $1,000,000”
- „Fight the Power”

#### 1994
- „Jane”

#### 1995
- „Alternative Girlfriend”
- „A”
- „Shoe Box”

#### 1996
- „If I Had $1,000,000”
- „Grim Grinning Ghosts”

#### 1997
- „The Old Apartment”
- „Brian Wilson 2000”
- „Govatsos Shuffle”

#### 1998
- „Brian Wilson”
- „One Week”
- „It's All Been Done”

#### 1999
- „Alcohol”
- „Call And Answer”
- „Get In Line”

#### 2000
- „Pinch Me”

#### 2001
- „Too Little Too Late”
- „Falling For The First Time”
- „Thanks That Was Fun”

#### 2002
- „It's Only Me”

#### 2003
- „Another Postcard”

#### 2004
- „Maybe Katie”
- „Testing 123”
- „Celebrity”
- „War On Drugs”
- „For You”
- „God Rest Ye Merry Gentlemen”
- „Christmastime (Oh Yeah)”
- „Green Christmas”

### Wydawnictwa DVD/Video
- The Stunt Tour / Barenaked In America
- Too Little Too Late DVD
- Barelaked Nadies
- The Barenaked Truth